# Gigge Lindström

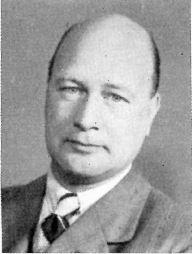
Gigge Lindström.

Erik Olof ”Gigge” Lindström, född 16 februari 1899 i Ljusne, Gävleborgs län, död 19 september 1972 i Bollnäs, var en svensk läkare. Han var son till Erik Lindström.
Efter studentexamen i Uppsala 1918 blev Lindström medicine kandidat 1924 och medicine licentiat vid Karolinska institutet i Stockholm 1928. Han var tillförordnad provinsialläkare vid olika distrikt 1929–1931, stadsläkare i Söderhamns stad 1931–1946, tillförordnad läkare vid Söderhamns epidemisjukhus 1932–1941, provinsialläkare i Bergby distrikt 1947–1952 och i Bollnäs distrikt 1952–1966. 
Lindström var ledamot av försäkringsbolaget Tryggs överstyrelse 1940–1950. Han är begravd på Bollnäs kyrkogård.